# Forfait journalier hospitalier
En France, le forfait journalier hospitalier représente la participation financière du patient aux frais d'hébergement et d'entretien entraînés par son hospitalisation. Il a été créé par la loi n° 83-25 du 19 janvier 1983 (dite Loi Bérégovoy du nom de Pierre Bérégovoy, ministre des Affaires sociales et de la Solidarité nationale) et est entré en vigueur le 1er avril 1983.
Ce forfait de 20 € ne doit pas être confondu avec les frais d'hospitalisation, dont le montant peut varier de 1 000 à 5 000 € par jour suivant les spécialités médicales.

## Modalités
Le forfait journalier est dû pour tout séjour supérieur à 24 heures dans un établissement hospitalier public ou privé, y compris le jour de sortie. La première journée est comprise dans le forfait lorsque le patient passe sa première nuit dans l'établissement.
Cependant, si un séjour inférieur à 24 heures est à cheval sur deux journées calendaires, on compte le jour d'entrée et le jour de sortie, soit deux jours.
Cette somme correspond à une participation aux frais d'hôtellerie et de restauration de l'hôpital (repas, blanchisserie, nettoyage…). Lors de sa création en 1983, son montant était de 20 FRF (7,03 EUR2023).

### Mode de fixation
| Date             | Forfait hospitalier    | Forfait en psychiatrie |
| ---------------- | ---------------------- | ---------------------- |
| 1er avril 1983   | 20 FRF (7,03 EUR2023)  | 20 FRF (7,03 EUR2023)  |
| 1er janvier 1984 | 21 FRF (6,88 EUR2023)  | 21 FRF (6,88 EUR2023)  |
| 1er janvier 1985 | 22 FRF (6,81 EUR2023)  | 22 FRF (6,81 EUR2023)  |
| 1er janvier 1986 | 23 FRF (6,93 EUR2023)  | 23 FRF (6,93 EUR2023)  |
| 1er janvier 1987 | 25 FRF (7,11 EUR2023)  | 25 FRF (7,11 EUR2023)  |
| 1er janvier 1988 | 27 FRF (7,68 EUR2023)  | 27 FRF (7,68 EUR2023)  |
| 1er janvier 1989 | 29 FRF (7,97 EUR2023)  | 29 FRF (7,97 EUR2023)  |
| 1er janvier 1990 | 31 FRF (8,24 EUR2023)  | 31 FRF (8,24 EUR2023)  |
| 1er janvier 1991 | 33 FRF (8,49 EUR2023)  | 33 FRF (8,49 EUR2023)  |
| 1er juillet 1991 | 50 FRF (12,87 EUR2023) | 50 FRF (12,87 EUR2023) |
| 1er août 1993    | 55 FRF (13,55 EUR2023) | 55 FRF (13,55 EUR2023) |
| 1er janvier 1996 | 70 FRF (16,32 EUR2023) | 70 FRF (16,32 EUR2023) |
| 1er janvier 2004 | 13 €                   | 9 €                    |
| 1er janvier 2005 | 14 €                   | 10 €                   |
| 1er janvier 2006 | 15 €                   | 11 €                   |
| 1er janvier 2007 | 16 €                   | 12 €                   |
| 1er janvier 2010 | 18 €                   | 13,5 €                 |
| 1er janvier 2018 | 20 €                   | 15 €                   |

Son montant actuel défini par arrêté ministériel est de 20 € à compter du 1er janvier 2018, à comparer avec le coût journalier estimé par la Fédération hospitalière de France (FHF) à 32 €. 
Ce forfait est fixé depuis le 1er janvier 2018 à 20 € par jour en hôpital ou en clinique et 15 € par jour dans le service psychiatrique d’un établissement de santé.

### Exonérations
Certaines personnes sont exonérées du forfait hospitalier, notamment les personnes bénéficiant de la protection universelle maladie, de l'aide médicale d'État, les femmes enceintes, les accidentés du travail ou atteint de maladies professionnelles.
La Caisse primaire d'assurance maladie (CPAM) ne rembourse pas le forfait hospitalier. Il est obligatoirement remboursé par les assurances complémentaires et mutuelles responsables.